# Тейлор, Дэйв
Дэвид Эндрю (Дэйв) Тейлор (англ. David Andrew Taylor, род. 4 декабря 1955, Онапинг-Левак, Онтарио, Канада) — бывший профессиональный хоккеист, правый нападающий, а ныне хоккейный функционер.
С 1977 по 1994 год провёл 17 сезонов в Национальной хоккейной лиге в составе «Лос-Анджелес Кингз». В период 1985—1989 гг. являлся капитаном «Кингз». Лучшим результатом является выход в финал Кубка Стэнли в 1993 году.
За время игровой карьеры был удостоен Кинг Клэнси Трофи и Билл Мастертон Трофи.
Является призёром чемпионатов мира в составе сборной Канады.
После завершения игровой карьеры Тейлор занимал различные руководящие должности, в том числе работал Генеральным менеджером «Кингз». В настоящее время занимает должность консультанта по хоккейным операциям в клубе «Сент-Луис Блюз».

## Биография
Тейлор родился в небольшом шахтёрском городке Левак в провинции Онтарио, Канада. С детства увлекался хоккеем и играл в местной юниорской команде. Учился в средней школе Левака, совмещая учёбу с работой на шахте.
В 1973 году Тейлор начал играть за юниорскую команду из своего родного города «Онапинг Фоллс Хаскиз» в Юношеской хоккейной лиге Северного Онтарио, где он забил 67 голов и отдал 76 результативных передач, набрав в общей сложности 143 очка в 45 играх. После одного сезона с Онапингом он заканчивает среднюю школу.

## Игровая карьера

### Начало карьеры
Дэйв Тейлор был выбран на Драфте НХЛ 1975 года клубом «Лос-Анджелес Кингз» в 15 раунде под общим 210-м номером. После него в том драфте было выбрано ещё всего 7 игроков.
Также Тейлор был выбран на Драфте ВХА 1975 года клубом «Хьюстон Аэрос» в 8 раунде под 113-м номером.
Дебюта в НХЛ пришлось ждать больше двух лет. В этот период Тейлор играл за команду Университета Кларксона в Хоккейной конференции ECAC. Он до сих пор является рекордсменом команды по количеству очков за карьеру (251), голов (98) и результативных передач (153), а также по количеству голов (41), передач (67) и очков (108) за один сезон, которые он установил в сезоне 1976/77. В том же году он стал обладателем награды ECAC «Хоккеист года». для сравнения, в том году команды-соперницы забили Кларксону в общей сложности 127 голов. Также в сезоне 1976/77 он сыграл 7 матчей за «Форт-Уэрт Тексанс» в Центральной хоккейной лиге, забросил 2 шайбы и отдал 4 результативные передачи, набрав 6 очков.

### Лос-Анджелес Кингз
Тейлор дебютировал в НХЛ в сезоне 1977/1978 и провёл 64 игры, набрав при этом 43 очка (22 гола и 21 передача). В следующем году он выступил ещё успешнее, заработав 91 (43+48) очков.
Тейлор прославился как часть знаменитой «Тройной Короны» (The Triple Crown Line) вместе с Марселем Дионом и Чарли Симмером. В сезоне 1980-81 все трое набрали более 100 очков в составе «Кингз»: Дионн и Симмер набрали 135 и 105 очков соответственно, а Тейлор набрал 112 очков и провёл лучший сезон в своей карьере.
Этот атакующий состав стал одним из самых результативных в истории «Кингз» и НХЛ в конце 1970-х — начале 1980-х годов.
Тейлор стал капитаном «Кингз» в 1985 году после ухода предыдущего капитана Терри Расковски. Он занимал эту должность до 1989 года, когда его сменил Уэйн Гретцки. Затем он до конца своей карьеры был запасным капитаном.

### Достижения
За свою карьеру в НХЛ Дэйв Тейлор трижды участвовал в Матче всех звёзд (1981, 1982, 1986) и был удостоен награды Кинг Клэнси Трофи в 1991 году за лидерство и вклад в общественную жизнь. В 1991 году он также получил Билл Мастертон Трофи за преданность хоккею и спортивное мастерство.

### Завершение карьеры
Тейлор провёл всю свою игровую карьеру в «Лос-Анджелес Кингз», сыграв за клуб 1111 матчей в регулярных сезонах и 92 матча в плей-офф. Он завершил карьеру в 1994 году, оставив после себя значительное наследие в истории клуба.

### Постигровая карьера
После завершения игровой карьеры Дэйв Тейлор занял должность генерального менеджера «Лос-Анджелес Кингз» в 1997 году. На этом посту он проработал до 2006 года, внеся значительный вклад в развитие клуба. Впоследствии он занимал руководящие должности в других хоккейных организациях, включая «Сент-Луис Блюз».

### Наследие
Несмотря на то, что Тейлор был выбран в последнем раунде Драфта, он является самым результативным игроком среди выбранных вместе с ним в один год.
Дэйв Тейлор считается одним из величайших игроков в истории «Лос-Анджелес Кингз». Его номер 18 был выведен из обращения клубом в 1995 году в знак признания его заслуг. Тейлор также известен своей благотворительной деятельностью, включая поддержку детских хоккейных программ и общественных инициатив.

### Личная жизнь
Дэйв Тейлор женат, у него есть дети. Он продолжает активно участвовать в жизни хоккейного сообщества, выступая в качестве наставника для молодых игроков.

## Интересные факты
- В 1977 году окончил университет Кларксона, получив степень бакалавра менеджмента в промышленности.
- Играл под 18 номером в «Лос-Анджелес Кингз»[6].
- За время выступлений в НХЛ отметился 9 хет-триками в ворота соперников, в том числе 1 раз забросил 4 шайбы в ворота «Миннесота Норт Старз»[6].

- Дионн, Тэйлор и Симмер в рамках поддержки Фонда борьбы с детским диабетом (Juvenile Diabetes Foundation) исполнили песню «Please Forgive My Misconduct Last Night», написанную Аланом Тиком[7].

## Статистика выступлений
| Легенда | Легенда                    | Легенда | Легенда                   | Легенда | Легенда    |
| ------- | -------------------------- | ------- | ------------------------- | ------- | ---------- |
| И       | Количество проведённых игр | Штр     | Штрафное время            | +/−     | Плюс-минус |
| Г       | Голы                       | П       | Голевые передачи          | О       | Очки       |
| -       | Статистика неизвестна      | —       | Статистика не учитывалась |         |            |

## Награды и достижения

### Командные
| Год  | Команда | Достижение                        | Достижение |
| ---- | ------- | --------------------------------- | ---------- |
| 1983 | Канада  | Бронзовый призёр чемпионата мира  |            |
| 1985 | Канада  | Серебряный призёр чемпионата мира |            |
| 1986 | Канада  | Бронзовый призёр чемпионата мира  |            |

### Личные
| Год                    | Команда            | Достижение                                 | Достижение |
| ---------------------- | ------------------ | ------------------------------------------ | ---------- |
| 1991                   | Лос-Анджелес Кингз | Обладатель «Билл Мастертон Трофи»          |            |
| 1991                   | Лос-Анджелес Кингз | Обладатель «Кинг Клэнси Трофи»             |            |
| 1981, 1982, 1986, 1994 | Лос-Анджелес Кингз | Участник Матча всех звёзд НХЛ              |            |
| 1981                   | Лос-Анджелес Кингз | Попадание во вторую Сборную всех звёзд НХЛ |            |

### Прочие
- Рекордсмен команды Университета Кларксона по очкам за карьеру — 251.
- Игрок года в ECAC — 1976—1977 гг.
- Номер 18 выведен из обращения в «Лос-Анджелес Кингз» (1995).